# Ternium Brasil
A Ternium Brasil (inicialmente chamada de Companhia Siderúrgica do Atlântico Sul - CSA), é uma das maiores siderúrgicas do Brasil e da América Latina. A planta entrou em operação em junho de 2010 construída pela grupo industrial alemão ThyssenKrupp. 
A usina está localizada na Zona Oeste do Rio de Janeiro, próxima ao Porto de Itaguaí. Atualmente é uma subsidiária da italo-argentina Ternium, parte do Grupo Technit.

## Histórico
Nos anos 2000, o então Presidente Luiz Inácio Lula da Silva, principalmente em seu segundo mandato, promoveu a retomada do planejamento e execução de grandes obras de infraestrutura social, urbana, logística e energética do Brasil. O que o então Senador Aloizio Mercadante chamou de “novo desenvolvimentismo brasileiro”, tendo a instalação da Companhia Siderúrgica do Atlântico em Santa Cruz, Rio de Janeiro, RJ como estudo de caso.

### Construção
O projeto de construção da usina trata-se de um bloco de megaempreendimento portuário e industrial planejado para a Baía de Sepetiba. O conglomerado da Companhia Siderúrgica do Atlântico (TKCSA) foi um projeto da Vale e da ThyssenKrupp. Para esta última, a nova planta siderúrgica, que ao atingir pleno funcionamento seria a maior da América Latina - com capacidade de 10 milhões de toneladas de placas de aço por ano -, era uma peça central em sua estratégia de crescimento global. O empreendimento contou com amplo apoio dos governos municipal, estadual e federal por meio de financiamento direto de R$ 1,48 bilhão do BNDES (18% do investimento total do projeto) e isenções fiscais.
A construção ocupa uma área de aproximadamente 10 milhões de m², e está situada na Avenida João XXIII, entre a Base Aérea de Santa Cruz e o Canal São Francisco, no Distrito Industrial de Santa Cruz, Rio de Janeiro. A empresa beneficiará o minério retirado no estado de Minas Gerais pela Vale, que é uma das sócias do empreendimento junto com o grupo Ternium, que é o controlador.
A pedra fundamental da siderúrgica foi lançada na sexta-feira, dia 29 de setembro de 2006. A então, Companhia Siderúrgica do Atlântico Sul (CSA) contratou para fazer a dragagem do Canal São Francisco, da Baía de Sepetiba, construção de entrada particular de navios e o aterro da área foi construída pela empresa Deme Brazil Serviços de Dragagem Ltda, empresa do grupo Deme, formado pelas gigantes Dredging International B.V. e Royal Boskalis N.V., duas das maiores no ramo no mundo inteiro.
Em junho de 2010 a usina entrou em funcionamento após quase 5 anos de obras. A inauguração contou com a presença do então Presidente Lula, do Governador Sérgio Cabral e do Prefeito Eduardo Paes. O primeiro alto forno entrou em operação entre o fim do mês e o início de julho. Na primeira etapa estava prevista a produção de 2,5 milhões de toneladas de placas. Com previsão que o segundo alto forno comece a funcionar em janeiro de 2011 com igual capacidade.
Fazem parte do complexo industrial um porto privativo com dois terminais, um ramal ferroviário da MRS Logística S.A. e uma usina termoelétrica. O primeiro alto-forno entrou em operação em 2010 e o segundo em 2011.

## Impactos Ambientais
A siderúrgica apresentou vários descumprimentos ambientais que afetaram a saúde dos moradores local. Foi multada em 2012 em 10,5 milhões de reais pela Secretaria de Estado do Ambiente e pelo Instituto Estadual do Ambiente por ocorrer uma série de exposições de partículas tóxicas aos moradores locais da Baía de Sepetiba após descumprimento das regulações obrigatórias quando surgiram as primeiras chuvas de prata. Aconteceram outras multas anteriormente, uma de R$ 1,8 milhão em Agosto de 2010, outra de 2,8 milhões de reais em Janeiro de 2011 e também teve que investir obrigatoriamente por indenização pela Secretaria de Estado do Ambiente e pelo Instituto Estadual do Ambiente 14 milhões de reais em obra da construção de uma clínica de saúde, no controle de inundações e no ressarcimento a pescadores.
Em setembro de 2024, um relatório internacional, feito pelo Centro de Pesquisa em Energia e Ar Limpo (Crea), apontou que a siderúrgica Ternium, que fica em Santa Cruz, na Zona Oeste do Rio de Janeiro, emite poluentes de maneira devastadora na região. Os moradores do bairro João XVIII dizem que é comum crianças e idosos terem problemas de saúde associados à poluição. Eles também reclamam que o pó preto invade as casas, se acumula em pátios e deixa os móveis sujos. A siderúrgica existe desde 2010. Na época, a fábrica chegou a produzir uma fuligem conhecida como Chuva de Prata.

## Venda e Mudança do Nome
Em abril de 2016, a Vale vendeu sua participação total de 26,87% na companhia para para a Thyssenkrupp.
Irregularidades ambientais e trabalhistas e mudanças na conjuntura econômica levaram a ThyssenKrupp a ter um prejuízo bilionário com siderúrgicas construídas no Rio de Janeiro e nos EUA. A expectativa de lucro se transformou então num enorme prejuízo, o projeto Steel Americas causou um rombo de 8 bilhões de euros nos cofres da empresa e prejuízo ambiental para o Brasil.
Em setembro de 2017 o grupo Ternium, que opera nas Américas e é sediada em Luxemburgo concluiu a compra do complexo siderúrgico por 1,4 bilhão de euros, e desde então mudou seu nome de "Companhia Siderúrgica do Atlântico Sul (CSA)" para "Ternium Brasil".

A Ternium Brasil se apresenta como uma das siderúrgicas mais avançadas do mundo. A empresa, que tinha uma capacidade anual de produção de 12 milhões de toneladas de aço em toda a América Latina, passou a produzir 17 milhões de toneladas por ano, aumentando significativamente o seu rendimento após a compra da CSA.